# Laboratório Nacional de Astrofísica

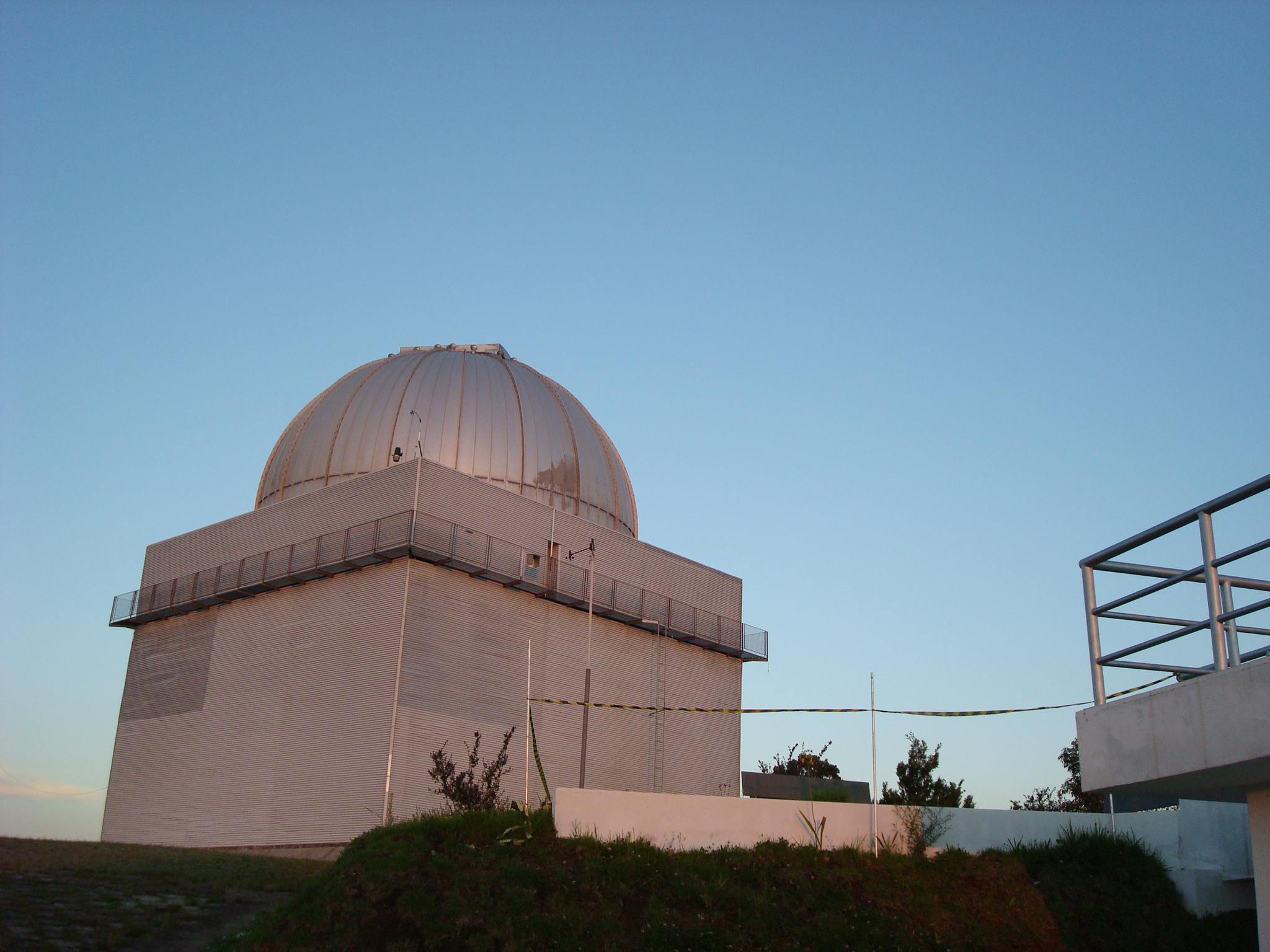
Cúpula do telescópio de 1,6m do Observatório do Pico dos Dias.

O Laboratório Nacional de Astrofísica (LNA), sediado em Itajubá, Minas Gerais, é um instituto de pesquisas do Ministério da Ciência e Tecnologia do Brasil dedicado à pesquisa em astronomia.
Fundado em 1985, foi o primeiro dos laboratórios nacionais instalados no Brasil (como o LNCC e o LNLS). No início, sua função principal era gerenciar o Observatório do Pico dos Dias (OPD), a serviço da comunidade astronômica brasileira. Com o passar do tempo, foi crescendo sua comunidade própria de astrônomos e o LNA passou a ser uma das principais instituições de pesquisa em astronomia do país.
Hoje, além do OPD, o LNA gerencia também os consórcios internacionais de telescópios dos quais o Brasil participa, nomeadamente o Observatório Gemini, o SOAR e o CHFT.

## Telescópios administrados pelo LNA
O LNA é responsável por gerenciar os principais instrumentos de observação usados pelos astrônomos brasileiros. Isso inclui o Observatório do Pico dos Dias e os consórcios internacionais do qual o Brasil participa.

### Observatório do Pico dos Dias
O Observatório do Pico dos Dias (OPD) localiza-se no Pico dos Dias, a 1864 m de altitude, entre os municípios brasileiros de Brasópolis e Piranguçu e a 37 km da sede do LNA, em Itajubá. O observatório possui três telescópios:
- Telescópio de 1,6 m, fabricado por Perkin-Elmer, com óptica do tipo Ritchey-Chrétien. O maior telescópio instalado em território brasileiro, funciona desde 1981;Telescópio de 1,6 m.

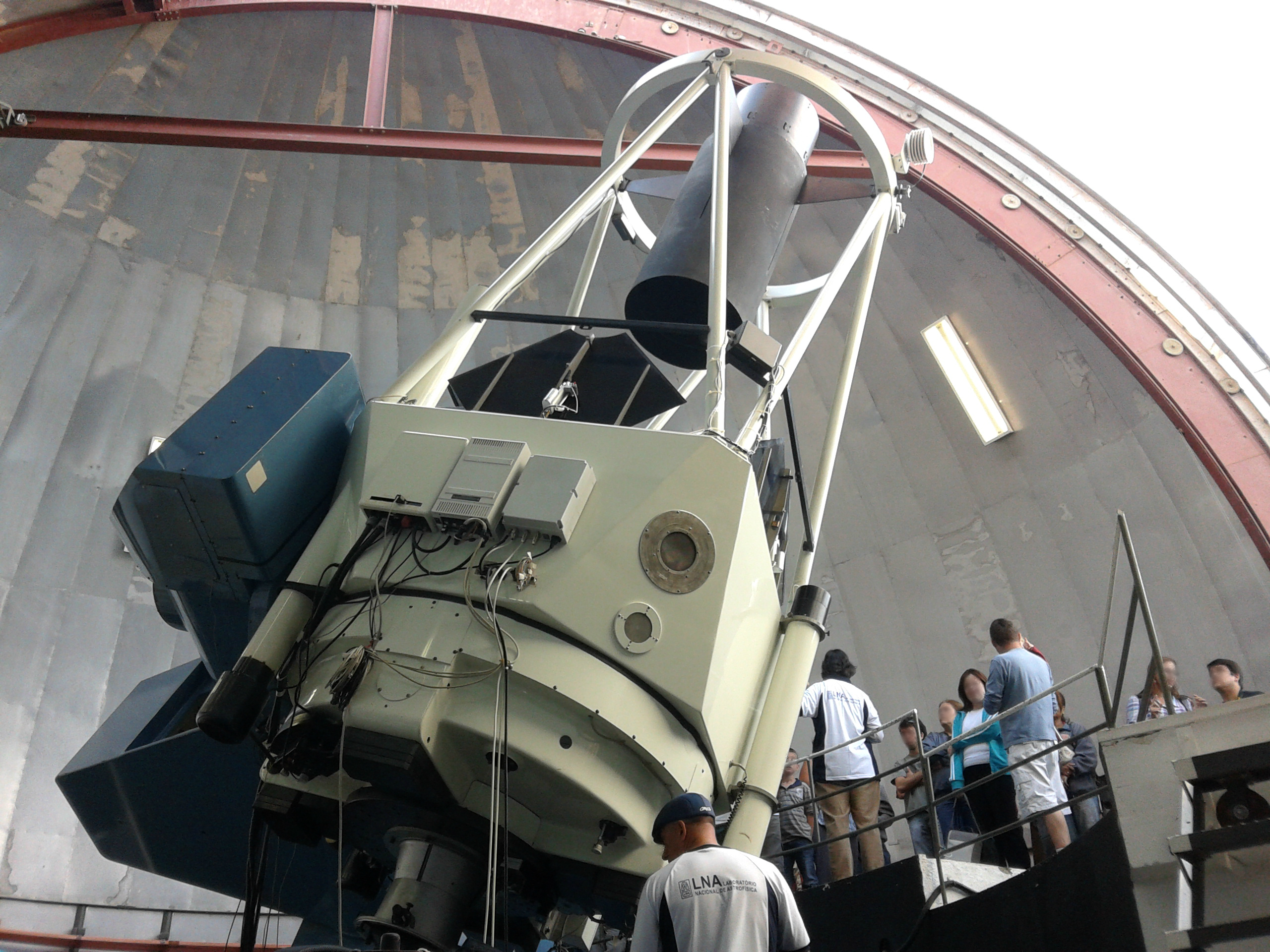
Telescópio de 1,6 m.

- Telescópio de 0,6 m, fabricado por Boller & Chivens, com óptica do tipo Ritchey-Chrétien, transferido do IAG-USP para o Pico dos Dias em 1992;
- Telescópio de 0,6 m, fabricado pela Carl Zeiss AG, com óptica do tipo Cassegrain. Trocado por café com a Alemanha Oriental na década de 60, permaneceu desmontado em Brasópolis até 1983, quando foi montado no pico.

### Consórcios internacionais
O Brasil participa, por intermédio do LNA, dos seguintes consórcios internacionais de telescópios:
- Observatório Gemini: Dois telescópios de 8,1 m cada, um em Mauna Kea, Havaí e outro em Cerro Pachón, Chile. O número de noites para o Brasil é variável e inclui observação eventual com os telescópios Keck (dois de 10 m cada) e Subaru (8,3 m).[3]
- Telescópio SOAR: Telescópio de 4,2 m em  Cerro Pachón, Chile. O número de noites é variável; em 2011, o Brasil utilizou 77 noites.[4]
- Telescópio Canadá-França-Havaí (CHFT): Telescópio de 3,58 m em Mauna Kea, Havaí. O Brasil dispõe de 5 a 10 noites por ano.[5]

### Observatório no telhado
O LNA administra também o Observatório no Telhado, um observatório dedicado ao ensino informal e à divulgação da astronomia. Inaugurado em 2011, está instalado na sede do LNA em Itajubá e conta com um telescópio refletor de 30 cm de diâmetro.

## Sistema Solar Itajubá
Como parte da Semana Nacional de Ciência e Tecnologia de 2013, o LNA produziu um modelo em escala do Sistema Solar, que foi colocado na cidade de Itajubá. Cada planeta ganhou um totem com informações sobre o astro e sobre o projeto. O modelo de Sol teve 1,5 metros de diâmetro, foi colocado no campus da UNIFEI. Os quatro primeiros planetas também ficaram dentro da UNIFEI, e os demais ficaram espalhados pela cidade: Júpiter ficou na pracinha do BPS, Saturno na praça do Carneiro Júnior e Urano na Faculdade de Medicina. Netuno ficou a 5 quilômetros do Sol, na portaria do LNA. A intenção do modelo era facilitar o entendimento das dimensões do sistema solar. Segundo o responsável pelo projeto, apenas com imagens de internet e de livros didáticos, isso não seria possível.